# 511-es főút (Magyarország)
Az 511-es főút egy közel 4 kilométer hosszú, három számjegyű másodrendű főút Bács-Kiskun vármegye területén; Baja tehermentesítését szolgálja az áthaladó teherforgalom alól.

## Nyomvonala
Az 51-es főútból ágazik ki, annak a 155+800-as kilométerszelvénye után épült körforgalmú csomópontból, nem messze Baja legészakibb fekvésű házaitól. Dél felé indul, de hamar kissé keletebbi irányt vesz, így halad el Bajaszentistván, majd Katonaváros városrészek mellett. A kettő határvonala közelében, a 2+350-es kilométerszelvényét elhagyva egy újabb körforgalmú csomóponton halad át, abból az 551-es főút ágazik ki, nyugati irányban. Egy újabb körforgalmú csomópontot elérve ér véget, beletorkollva az 55-ös főútba, annak a 98+450-es kilométerszelvénye közelében. Ugyanott ér véget az ellenkező irányból becsatlakozva az 5501-es út, amely Öttömöstől húzódik idáig.
Teljes hossza az országos közutak térképes nyilvántartását szolgáló kira.gov.hu adatbázisa szerint 3,740 kilométer.